# Milà dels ratpenats
El milà dels ratpenats (Macheiramphus alcinus) és un ocell rapinyaire de la família dels accipítrids (Accipitridae) i única espècie del gènere Macheiramphus Bonaparte, 1850. Habita boscos i sabanes de l'Àfrica subsahariana i Madagascar, la Península Malaia, Borneo, Sumatra, Cèlebes i l'est de Nova Guinea. El seu estat de conservació es considera de risc mínim.